# Philippe Gardy
Pour les articles homonymes, voir Gardy.
Philippe Gardy est un écrivain et un universitaire français, né le 1er mai 1948 à Chalon-sur-Saône. Il enseigne l’histoire littéraire occitane aux universités de Montpellier et de Bordeaux. Nouvelliste, poète, traducteur et critique littéraire, il a publié en occitan une dizaine d'ouvrages. Il anime la collection « Pròsa occitana » aux éditions Trabucaire (Perpignan) et les éditions poétiques Jorn (avec Jean-Claude Forêt et Jean-Paul Creissac). En 2003, Philippe Gardy a reçu le Prix Joan Bodon pour La dicha de la figuiera.
En 2012, la Généralité de Catalogne lui a attribué le Prix Robert-Lafont.

## Œuvres
Œuvre poétique :
- Delà l'aiga, Letras d'òc, 2007
- A la negada / Noyades, Letras d'òc, 2005, version française de Claire Toreilles
- Mitologicas / Mythologiques, Fédérop, 2004
- La dicha de la Figuiera, Trabucaire, 2002
- Nòu sonets aproximatius, traduction catalane d’Enric Prat, Senhal, 1997
- Quinze noms de luòcs, Toulon, Le radeau de la Méduse, 1992
- Per tàntei fugidas egipciacas, avec des eaux-fortes de Josep Vernis, La talvera, 1992
- Pichòta cosmogonia de l’enrevers, Toulon, Le Radeau de la Méduse, 1989
- Dançars dau pofre, avec des peintures originales de Jacqueline Désarménien, La Talvera, 1986
- Lo Païsatge endemic, Fédérop/Jorn, 1982
- Boca clausa còr, IEO, coll. Messatges, 1975
- Cantas rasonablas, IEO, coll. Messatges, 1968
- L’ora de paciéncia, MJO, 1965

Essais en occitan :
- Figura dau poèta e dau poèma dins l'escritura occitana contemporanèa. Jorn, 2003
- La requeste faicte et baillée par les dames de la Ville de Tolose (1555) : textes français et occitan, édition de critique établie par Jean-François Courouau et Philippe Gardy, Interlangues. Textes, Presses universitaires du Mirail-Toulouse, 2003

Essais en français :
- L'exil des origines : renaissance littéraire et renaissance linguistique en pays de langue d'oc aux XIXe et XXe siècles, Saber, Presses universitaires de Bordeaux, 2006
- Dix siècles d’usage et d’images de l’occitan : des troubadours à l’Internet, avec Henri Boyer, L’Harmattan, 2001
- La Leçon de Nérac, Presses universitaires de Bordeaux, 1999
- Frédéric Mistral et Lou pouemo dou Rose, Centre d’étude de la littérature occitane, William Blake & Co, 1998
- Histoire et anthologie de la littérature occitane : L’Âge du baroque, Presse du Languedoc, 1997
- L’Écriture occitane contemporaine : une quête des mots, L’Harmattan, 1996
- L’Occitan en Languedoc-Roussillon, Trabucaire, 1994
- Une écriture en archipel, Cinquante ans de poésie occitane, 1940-1990. Fédérop, 1992.
- Vingt ans de littérature occitane, 1968-1988, SFAIEO, 1990
- Donner sa langue au diable, Vie, mort et transfiguration d’Antoine Verdié, Bordelais. Fédérop, 1990
- L’Écriture occitane aux XVIe, XVIIe et XVIIIe siècles, CIDO, 1986
- Un conteur provençal au XVIIIe siècle : Jean de Cabanes, Édisud, 1982
- Langue et société en Provence au début du XIXe siècle : le théâtre Carvin, PUF, 1978

Traduction :
- Poèmes en prose = poèmas de prosa, Max Rouquette, trad. de l’occitan par Philippe Gardy et Jean-Guilhem Rouquette, Paul Froment, Fédérop, 2008
- Un doux parfum de mort de Guillermo Arriaga (Mexique), Phébus

## Pour approfondir